# اهلی‌شدن گربه
گربه اهلی، از جمعیت‌های نزدیک به شرق و مصری گربه وحشی آفریقایی با نام علمی Felis sylvestris lybica نشأت گرفته‌است. خانواده گربه‌ایان (Felidae) که تمام گونه‌های زنده گربه به آن تعلق دارند، حدود ده تا یازده میلیون سال قبل شکل گرفت. این خانواده به هشت خط فیلوژنتیک (ژنتیکی) اصلی تقسیم می‌شود. گربه خانگی یا اهلی عضو خط فیلوژنتیکی فلیس (Felis) است. تحقیقات متعدد نشان داده‌اند که تمام نسل‌های گربه‌های خانگی از یک گونه واحد از خط فیلوژنتیک Felis یعنی Felis catus نشأت گرفته‌اند. نسخه‌های مختلف این دودمان، در سراسر جهان یافت می‌شوند و حتی اخیراً دانشمندان در تعیین منطقه ای که نژاد مدرن گربه‌های خانگی از آن نشأت گرفته‌اند، با دشواری روبه‌رو شده‌اند.

## دی‌ان‌ای و شواهد فیلوژنتیکی
طبق طبقه‌بندی جدید، گربه وحشی اروپایی (F. silvestris)، گربه وحشی آفریقایی (F. lybica)، گربه‌ها (F. catus) و گربه کوهی چینی (F. bieti) به عنوان گونه‌های متفاوت در نظر گرفته می‌شوند. یک مطالعه انجام شده در سال ۲۰۰۷ بر روی  دی‌ان‌ای میتوکندریایی و توالی‌های تکراری به خصوص خارج ژنی حدود ۱۰۰۰ گربه از مناطق مختلف (شامل آفریقا، آذربایجان، قزاقستان، مغولستان و خاورمیانه) پنج خط ژنتیکی در جمعیت گربه وحشی را نشان داد.

### رفتارها
در سال ۲۰۱۴ مطالعه‌ای روی مقایسهٔ ژنوم گربه‌ها با ژنوم ببرها و سگ‌ها انجام گرفت. نواحی ژنومی که در گربه‌های خانگی تحت فشار انتخاب هستند شامل نواحی مرتبط با فرایندهای عصبی (ترس و رفتار پاداش) و با ترکیب مجدد مشابه (افزایش فراوانی ترکیب مجدد) هستند. علاوه بر این، جهش‌های ژن KIT که مسئول ایجاد شدن فنوتیپ لکه‌دار سفید شده‌است، شناسایی شد.
ویژگی گربه‌های پلک‌دار (جهش Aminopeptidase Q) در قرون وسطی به وجود آمده‌است. گربه‌های وحشی خال مخالی هستند.

## شواهد باستان‌شناسی
دانشمندان همچنین از مطالعات باستان‌شناسی و رفتارشناسی استفاده کردند تا این کشف را که گربه وحشی آفریقایی منشأ مشترک گربه‌های خانگی است را به اثبات برساند. بررسی‌هایی که روی دی‌ان‌ای قطعات یافت‌شدهٔ دندان و استخوانی در محوطه‌های دفینه‌ها در سراسر جهان صورت گرفته، اثبات می‌کند که به گربه وحشی آفریقایی متصل شده‌اند و برخی از آن،ها به دورانی تا ۷۰۰۰–۸۰۰۰ سال پیش بر می‌گردد. در ابتدا جمعیت‌های مصری گربه‌ها مسئول بزرگ شدن اولیه گربه‌ها در حدود ۳۶۰۰ سال پیش شناخته می‌شد، اما شواهد باستان‌شناختی در سال ۲۰۰۴ این فرضیه را رد کرد.

## شواهد رفتاری
تحلیل رفتاری گربهٔ وحشی اروپایی، که هر کس فکر می‌کرد که منشأ مشترک گربه‌های خانگی باشد، نشان داد که تفاوت‌های قابل توجهی بین این دو وجود دارد. گربهٔ وحشی اروپایی به ترسیدن و خشونت‌آمیز بودن بیش از حد تمایل دارد حتی زمانی که از کوچکی به عنوان گربه‌هایی خانگی بزرگ شوند. این گروه همچنین بسیار به قلمرو خود اهمیت داده و رفتار خشونت‌آمیزی را نسبت به هم‌گونان خود نشان می‌دهد.

## تفاوت نژادهای گربه اهلی
برخلاف دیگر حیوانات اهلی شده که برای ویژگی‌های فیزیکی مختلفی مانند تأمین غذا، شکار یا امنیت پرورش داده شده‌اند، نژادهای گربهٔ مدرن برای ویژگی‌های فیزیکی متفاوتی اصلاح شده‌اند که در طول ۱۵۰ سال گذشته تقریباً از تولید نژادهایی برای ویژگی‌های فیزیکی بدون تفاوت در عملکرد ایجاد شده‌اند، فقط تفاوت‌های زیبایی‌شناختی وجود دارد.

## نژادهای مدرن
در سال ۱۸۷۱ تنها پنج نژاد گربه توسط یک انجمن در لندن تشخیص داده شده بود. امروزه انجمن علاقه‌مندان گربه (CFA) ۴۱ نژاد گربه و انجمن بین‌المللی گربه (TICA) ۵۷ نژاد گربه را تشخیص داده و می‌شناسد. اکثر این نژادها بر اساس ویژگی‌های ظاهری یا فنوتیپی تعریف می‌شوند که بیشتر آن‌ها ویژگی‌های تک‌ژنی یا ویژگی‌هایی هستند که با تک‌ژن ارتباط داشته و در سطوح پایین تا متوسط در گربه‌های بدون نژاد یافت می‌شوند تعریف شده‌اند. این ویژگی‌ها نادر در گربه‌های خانگی معمولی دیده نمی‌شوند.